# Hodgesia solomonis
Hodgesia solomonis är en tvåvingeart som beskrevs av John Nicholas Belkin 1962. Hodgesia solomonis ingår i släktet Hodgesia och familjen stickmyggor. Inga underarter finns listade i Catalogue of Life.